# Les Aigles foudroyés

Les Aigles foudroyés est une série documentaire en sept épisodes de 75 minutes réalisée par Frédéric Mitterrand en 1997.
Centrée sur la vie des dynasties européennes (Romanov, Hohenzollern et Habsbourg, principalement) avant et pendant la Première Guerre mondiale, Les Aigles foudroyés a été diffusée par France 2, avant d'être éditée en coffret VHS puis adaptée sous la forme d'un livre récompensé du prix Maison de la Presse.

## Synopsis
Entre 1896 et 1918, l'Europe des grands empires connaît ses derniers feux. Malgré leurs liens familiaux, les souverains d'Europe se jalousent et leurs rivalités conduisent progressivement le vieux continent à la Première Guerre mondiale.

## Épisodes
1. « Le Bel été 1914 »
2. « Le Système Victoria »
3. « Édouard le Magnifique »
4. « Le Malheur russe »
5. « Un Monde au crépuscule »
6. « La Machine infernale »
7. « L'Agonie des Aigles »

## Accueil critique
Composée d'images d'archives, Les Aigles foudroyés a reçu un accueil critique beaucoup plus positif que sa petite sœur, Mémoires d'exil.
Le journal Libération y reconnaît ainsi « un énorme travail de montage, mais aussi de mixage », dans lequel les « images [...] guide[nt] le commentaire ». Malgré tout, le journal le considère « moins [comme] une fresque historique qu'une galerie de portraits de familles ». L'Express salue « une belle galerie de portraits [...] et, surtout, d'étonnantes images d'archives, pour la plupart inédites ». De son côté, La Vie salue un « travail titanesque ».

## Sortie VHS
Un coffret VHS composé de trois cassettes vidéos est édité par France Télévisions Distribution en 1997. Durant plus de 9 heures, il reprend l'intégralité des sept épisodes originaux.

## Livre
- Frédéric Mitterrand, Les Aigles foudroyés, Robert Laffont, 1997 (ISBN 9782221117491) (prix Maison de la Presse).